# 林婉容
 林婉容，台灣臺中人。1994年任職通信電子工程設計師期間開始創作福音詩歌，1998年設立「小羊中文詩歌有聲網頁」，其目的是藉由分享的詩歌給人們帶來安慰和平靜，1999年成立「小羊詩歌」網站並出版首張福音詩歌集《鼓舞》，2002年正式退出IC設計的行業專心從事敬拜音樂的工作，2005年以來常應邀在國內外各地帶領音樂會及訓練會。

## 代表作品
- 《盟約》
- 《花盡一生來愛袮》
- 《我願為袮去》
- 《如果》
- 《袮比這一切更美麗》
- 《新婦的祈禱》
- 《再次將我更新》
- 《誰能使我與神的愛隔絕》
- 《一粒麥子》
- 《陪我走過春夏秋冬》
- 《寶座》

## 外部連結
- 小羊詩歌 （页面存档备份，存于）（非營利機構）